# かるま龍狼
かるま 龍狼（かるま たつろう、1973年2月7日 - ）は、日本の漫画家。男性。広島県福山市出身。血液型はO型。左利き。九州産業大学芸術学部中退。
1992年10月ごろ雑誌『コミックドルフィン』（司書房）にてデビュー。1996年ごろからワニマガジン社を中心に活動し、『COMIC快楽天』などで作品を発表している（2021年11月現在）。

## 人物・作風
主に成人向け漫画を執筆する。日常的な世界に突拍子もない設定を持ち込んだ明るいギャグタッチの作品を得意とし、人妻や熟女が登場する作品が多いが、BLを扱った作品などもあり、執筆ジャンルは幅広い。元々は「かるま」を「業」という漢字にて表記し「業龍狼」という名義だった。
「デブい。人見知り激しい、人付き合い苦手」「ろくでもない人間」と自己評価が低く、成人向け漫画家でありつつ、自分の作風がいわゆるエロに向いていないという自負や周りからの評価に度々悩んでおり、スランプも何度か経験している。中でも1996年からワニマガジンで出しているコミックスに、成人向け漫画としての表記である成年マークが付かない状況が長く続いており、2009年には同社における初の成年マーク付き作品が出版されたものの「つくづくエロい絵が描けない自分がイヤになります（中略）成年マーク付きの本を出してもらえるのはこれが最初で最後かもしれません」と発言していた。
漫画家の田中圭一は、不条理ギャクの名手である吉田戦車を例に挙げ、その系統の継承者として「不条理エッチマンガを極める孤高の鬼才」と自身のコラムにおいてかるまを高く評している。

## 作品リスト
1. 『燃えるんジャー』 （1994年1月発売、司書房〈ツカサコミックス〉、ISBN 4-88725-010-X） ※成年指定
2. 『メイド・ウーマン』 （司書房〈ツカサコミックス〉、全2巻） ※成年指定
  1. 1994年12月発売、ISBN 4-88725-038-X
  2. 1996年3月発売、ISBN 4-88725-086-X

  - 『メイド・ウーマン 完全版』 （2001年3月発売、二見書房〈すずらんコミックス〉、ISBN 4-576-01011-5） ※成年指定
3. 『ラッキー♥家族』 （1995年8月発売、ビブロス〈カラフルEX〉、ISBN 4-88271-347-0） ※成年指定
4. 『木枯しタイツマン』 （1996年10月発売、ワニマガジン社〈ワニマガジンコミックス〉、ISBN 4-89829-306-9）
5. 『シノビノサクラ』 （1998年9月発売、ワニマガジン社、ISBN 4-89829-361-1）
6. 『ゴローダイナマイ!』 （1999年12月発売、ワニマガジン社〈ワニマガジンコミックス〉、ISBN 4-89829-397-2）
7. 『業』 （2000年12月、二見書房〈すずらんコミックス〉、ISBN 4-576-00718-1） ※成年指定
8. 『人妻姫』 （ワニマガジン社〈ワニマガジンコミックス〉、全3巻）
  1. 2001年5月発売、ISBN 4-89829-434-0
  2. 2002年2月発売、ISBN 4-89829-916-4
  3. 2003年1月発売、ISBN 4-89829-936-9
9. 『メイドのみやげ』 （2001年7月28日発売[6]、双葉社〈アクションコミックス〉、ISBN 4-575-82589-1）
10. 『ベルパニック』 （2002年8月発売、ワニマガジン社〈ワニマガジンコミックス〉、ISBN 4-89829-475-8）
11. 『先生とボク』 （2003年7月発売[7]、松文館〈ダイヤモンドコミックス〉、ISBN 4-7901-1096-6）
12. 『でかいの』 （2004年10月発売、ワニマガジン社〈ワニマガジンコミックス〉、ISBN 4-89829-957-1）
13. 『かる～まミルク』（2005年6月7日発売[8]、竹書房〈バンブーコミックス VITAMAN SELECT〉、ISBN 4-8124-6184-7）
14. 『おとなり』 （2006年1月12日発売[9]、ワニマガジン社〈ワニマガジンコミックス〉、ISBN 4-89829-972-5）
15. 『へべれけ』 （2007年3月発売、ワニマガジン社〈ワニマガジンコミックス〉、ISBN 978-4-86269-016-6）
16. 『みるくぱにっく』 （2007年5月17日発売[10]、竹書房〈バンブーコミックス VITAMAN SELECT〉、ISBN 978-4-81246-591-2）
17. 『艶ママ』[11] （2009年1月発売、ワニマガジン社〈ワニマガジンコミックススペシャル〉、ISBN 978-4-86269-076-0） ※成年指定
18. 『はだかな』 （2009年6月27日発売[12]、竹書房〈バンブーコミックス VITAMAN SELECT〉、ISBN 978-4-81247-114-2）
19. 『よなよな』[13] （2010年6月30日発売[14]、ワニマガジン社〈ワニマガジンコミックススペシャル〉、ISBN 978-4-86269-128-6） ※成年指定
20. 『イブとラブ』 （2011年6月27日発売[15]、竹書房〈バンブーコミックス COLORFUL SELECT〉、ISBN 978-4-81247-605-5）
21. 『ひとづま』[16] （2011年11月1日発売[17]、ワニマガジン社〈ワニマガジンコミックススペシャル〉、ISBN 978-4-86269-183-5） ※成年指定
22. 『非日常性バイアス』 （2013年6月17日発売[18]、竹書房〈バンブーコミックス COLORFUL SELECT〉、ISBN 978-4-81248-307-7）
23. 『淫ママ』[19] （2013年12月20日発売[20]、ワニマガジン社〈ワニマガジンコミックススペシャル〉、ISBN 978-4-86269-285-6） ※成年指定
24. 『ふしだら日和』[21] （2016年1月29日発売[22]、ワニマガジン社〈ワニマガジンコミックススペシャル〉、ISBN 978-4-86269-409-6） ※成年指定
25. 『ないみつ』 （2018年9月27日発売[23]、ワニマガジン社〈ワニマガジンコミックススペシャル〉、ISBN 978-4-86269-585-7） ※成年指定
  - パブリックオナ （COMIC快楽天 2017年9月号）
  - ハダカッパ （COMIC快楽天 2016年7月号）
  - 体育用具室の夜 （COMIC快楽天 2018年7月号）
  - 受験が終わったらやりたい事 （COMIC快楽天 2018年4月号）
  - ONAKIN （COMIC快楽天 2018年2月号）
  - せんぱいっ！ （COMIC快楽天 2017年11月号）
  - 自家発電 （COMIC快楽天 2017年3月号）
  - フロ上がりからの （COMIC快楽天 2016年5月号）
26. 『裸空間の世界とか』 （2020年11月30日発売[24]、ワニマガジン社〈ワニマガジンコミックススペシャル〉、ISBN 978-4-86269-746-2） ※成年指定
  - きょうの裸空間 （COMIC はぴにんぐ Vol.2）
  - いつもの裸空間 （COMIC はぴにんぐ Vol.4）
  - 平成最後の思い出 （Komifloオリジナル）
  - 壁越し （COMIC快楽天 2020年1月号）
  - トリツケ業者さん （COMIC快楽天 2019年5月号）
  - ふでおろし券 （COMIC快楽天 2019年3月号）
  - 冷やしちんぽ （COMIC快楽天 2019年10月号）
  - 雪の中からこんばんは （COMIC快楽天 2020年5月号）
  - サンタのおヒゲ （COMIC快楽天 2019年1月号）
  - よばい （COMIC快楽天 2018年11月号）
  - 逆よばい （COMIC快楽天 2020年10月号）